# 生田鹿之丞
生田 鹿之丞（いくた しかのじょう、1882年〈明治15年〉1月10日 - 1955年〈昭和30年〉6月12日
）は、日本の教育者。大阪府立大手前、府立清水谷、清友学園の高等女学校3校で校長を務めた。

## 略歴・人物
1882年（明治15年）島根県松江市出身。岩佐湪一の子として生まれ、1886年（明治19年）生田厚の養子となった。
第五高等学校 (旧制)（現・熊本大学）卒業。1910年（明治43年）4月15日、教諭として大分県立臼杵中学校（現・大分県立臼杵高等学校）に赴任。1914年（大正3年）6月8日、愛媛県立宇和島中学校（現・愛媛県立宇和島東高等学校）の教諭。1917年1月18日、秋田県師範学校（現・秋田大学教育文化学部）の教諭となる。
1927年（昭和2年）4月、大阪府立大手前高等女学校（現・大阪府立大手前高等学校）の校長に就任（第7代）。大手前高女で8年半務め、1935年11月、大阪府立清水谷高等女学校（現・大阪府立清水谷高等学校）校長に就任した（第3代）。
1942年（昭和17年）4月、清水谷高女の同窓会「清友会」が設立した「清友学園高等女学校」の初代校長に就任（清友学園高女は太平洋戦争後の1948年4月1日、学制改革により新制の清友学園高等学校となる〈のちの大阪府立清友高等学校〉）。1953年1月30日、清友学園高校の校長を退職した。1955年（昭和30年）6月12日、死去。
女子教育の方針として、大手前高女では作詞した校歌（1928年制定）に象徴の『強き信念（まこと）』『高き理想』を掲げ、清水谷高女では、清友学園高女の創立（1941年）にあたり『忠誠なる臣道、優越なる体位、真摯なる勤労、恭敬なる礼儀、醇厚なる情誼、堅固なる節義、温雅なる気品、至純なる母性』の八綱領で表現していた。

## 栄典
位階
- 1934年（昭和9年）6月1日 - 従五位[10]
- 1941年（昭和16年）9月1日 - 従四位[10]